# Rue Francis-de-Pressensé (Aubervilliers et Saint-Denis)
Ne doit pas être confondu avec Rue Francis-de-Pressensé (Paris).
La rue Francis-de-Pressensé est une voie de communication située à Aubervilliers et Saint-Denis. Elle constitue une section de la route départementale 30.

## Situation et accès

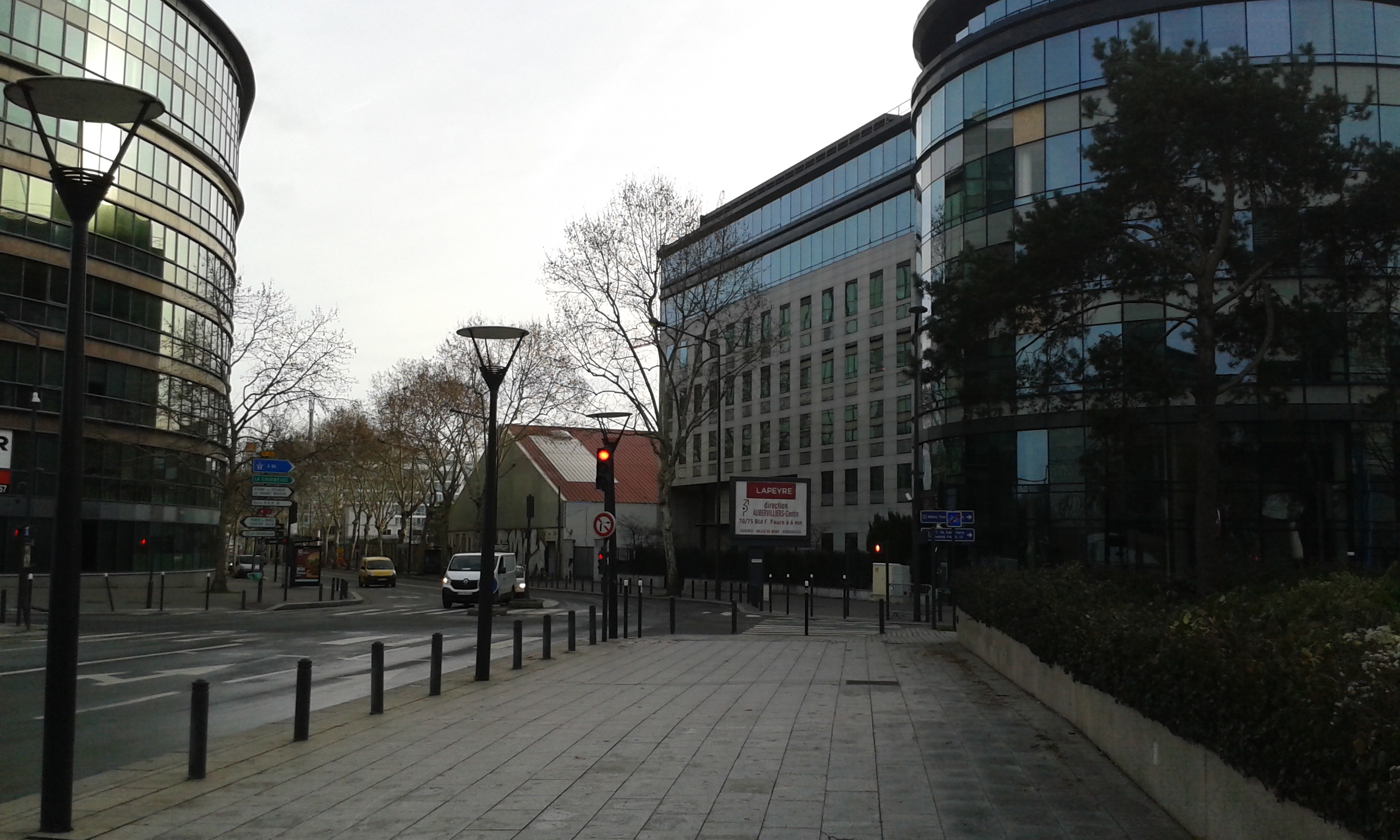
La rue Francis-de-Pressensé à l'avenue du Président-Wilson.

Après avoir laissé l'avenue du Président-Wilson à l'ouest, cette rue croise l'avenue du Stade-de-France. Puis, elle passe sous le viaduc du canal Saint-Denis emprunté par l'autoroute A86, et simultanément franchit le canal Saint-Denis au niveau de l'avenue du Général-de-Gaulle, par le pont Francis-de-Pressensé,.
Sur la rive droite du canal, elle traverse le territoire d'Aubervilliers. Elle rencontre alors le carrefour de la rue Danielle-Casanova et de la rue Saint-Denis. Elle repasse ensuite sur le territoire de Saint-Denis.
Elle termine son trajet dans le prolongement de l'avenue du Général-Leclerc à La Courneuve.
La rue Francis-de-Pressensé devrait être desservie à terme par la ligne 8 du tramway d'Île-de-France et est facilement accessible par la Gare de La Plaine - Stade de France.

## Origine du nom
Cette rue porte le nom du député Francis de Pressensé (1853-1914).

## Historique
Cette voie de circulation au tracé parfaitement rectiligne est relativement récente. En effet, La Courneuve a été longtemps isolée de Paris.
Autour de 1900, elle était appelée « chemin à la Paille », « chemin no 32bis » ou « chemin des Pailleux ». Les pailleux allaient chercher la paille dans les fermes de la Brie, pour les revendre sur un marché situé vers le pont de Soissons.
Elle prit son nom actuel en 1924. La partie dyonisienne reçut toutefois, pour quelques années, le nom d'avenue de la Paix.
En janvier 1968 y eut lieu un incendie gigantesque lorsqu'un gardien des entrepôts mit le feu aux cuves de l'usine d'hydrocarbure. La chaleur fut telle qu'il fallut par la suite abattre quarante-deux platanes de la rue.

## Bâtiments remarquables et lieux de mémoire
- Stade de France.
- Canal Saint-Denis.

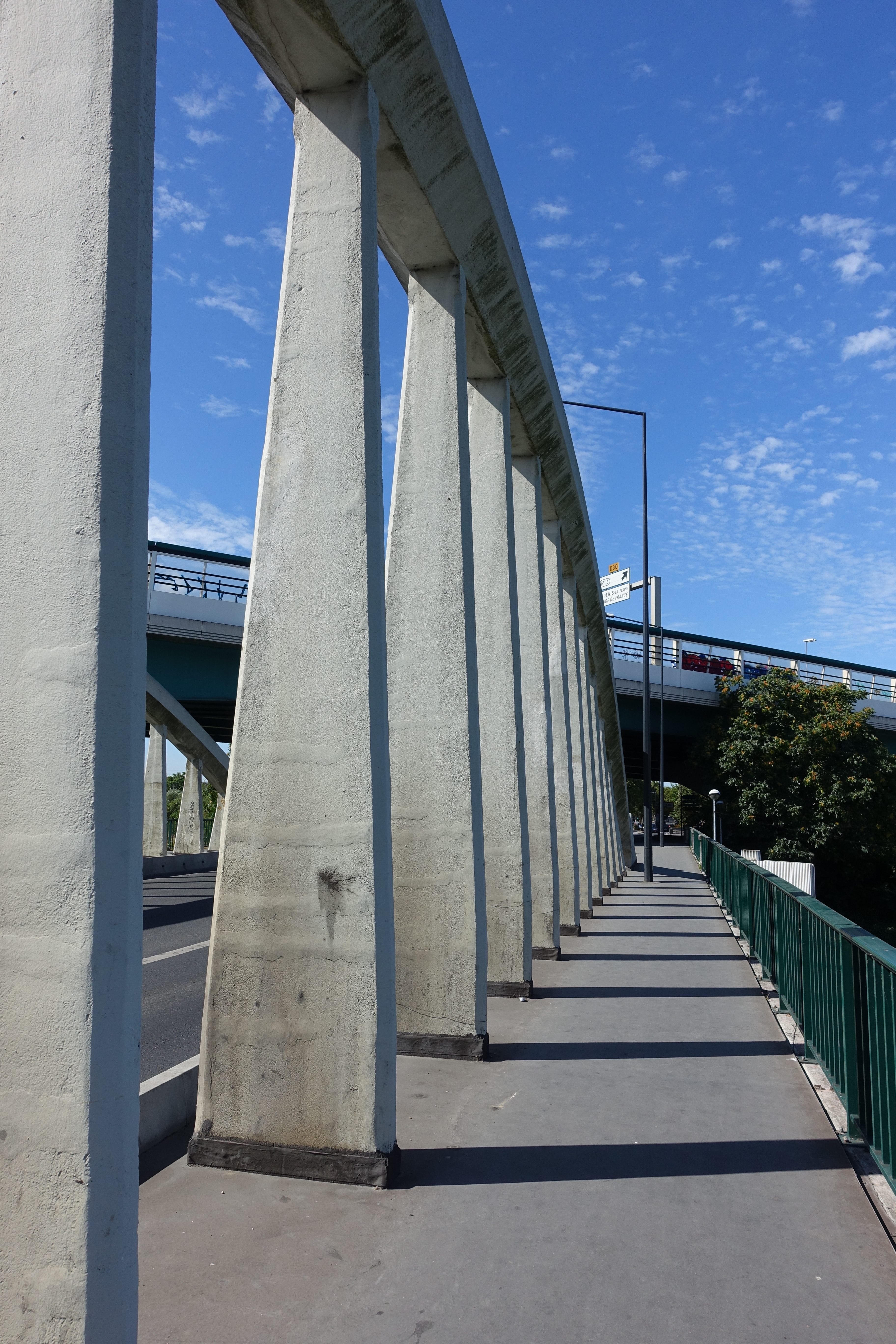
La rue Francis-de-Pressensé entre la A86 et le canal Saint-Denis.

- Ouvrage Pressensé, ouvrage de service du Grand Paris Express[9].